# Takashi Saito
Pour les articles homonymes, voir Saito.
Takashi Saito (斎藤 隆, Saitō Takashi, né le 14 février 1970 à Sendai, Préfecture de Miyagi, Japon) est un lanceur de relève droitier évoluant dans les Ligues majeures de baseball depuis 2006. Il joue pour les Diamondbacks de l'Arizona.
Avant son arrivée dans les majeures en 2006, il a joué 14 saisons avec les Yokohama BayStars dans le Championnat du Japon de baseball.

## Biographie

### Dodgers de Los Angeles
Takashi Saito a signé en 2006 un contrat comme agent libre avec les Dodgers de Los Angeles. Il a fait ses débuts aux États-Unis le 9 avril 2006 et a évolué trois saisons pour les Dodgers. L'équipe californienne en a fait un stoppeur qui a protégé 37 victoires en 2007. Il a été invité cette année-là au match des étoiles comme représentant de la Ligue nationale.
Saito a enregistré 81 sauvetages en trois ans avec les Dodgers, conservé une moyenne de points mérités de seulement 1,95 et enregistré 245 retraits sur des prises en 189 manches et deux tiers lancées.

### Red Sox de Boston
Le 10 janvier 2009, le joueur autonome a signé un contrat d'un an et une année d'option avec les Red Sox de Boston. Il conserve une moyenne de points mérités de 2,43 en 56 sorties en relève pour les Sox en 2009.

### Braves d'Atlanta
Le 3 décembre 2009, il signe un contrat d'un an comme agent libre avec les Braves d'Atlanta. Il présente une moyenne de points mérités de 2,83 en 56 sorties avec les Braves en 2010. Il est libéré par l'équipe le 18 octobre.

### Brewers de Milwaukee
En janvier 2011, il signe un contrat de 1,75 million de dollars pour un an avec les Brewers de Milwaukee. Saito maintient sa moyenne de points mérités à seulement 2,03 en 30 sorties et 26 manches et deux tiers lancées. Il remporte quatre victoires avec les Brewers, contre deux défaites. Cependant, une blessure au muscle oblique et une autre au mollet le forcent à faire des séjours sur la liste des blessés. Lors des séries éliminatoires qui suivent, il n'accorde aucun point à l'adversaire en sept manches, lors de six matchs joués. Il est d'ailleurs le lanceur gagnant dans le deuxième match de la Série de divisions remportée par les Brewers sur les Diamondbacks de l'Arizona.

### Diamondbacks de l'Arizona
Le 14 décembre 2011, Saito signe un contrat d'un an avec les Diamondbacks de l'Arizona.

## Statistiques de joueur

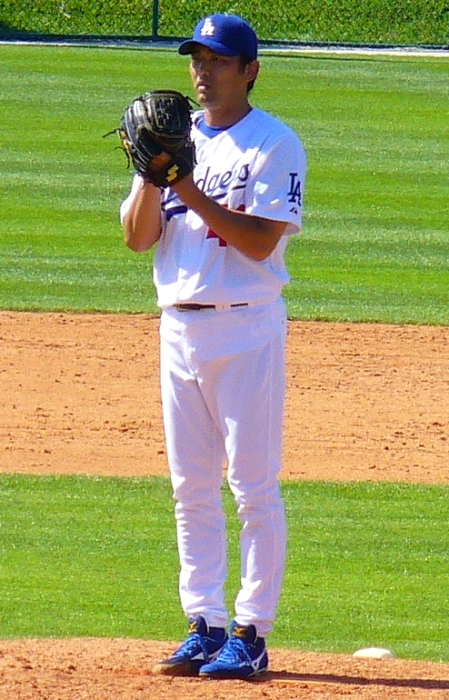
Takashi Saito avec les Dodgers de Los Angeles.

### Championnat du Japon de baseball
| Statistiques de lanceur |            |            |     |     |    |    |    |        |      |      |
| Saison                  | Équipe     | Ligue      | G   | GS  | W  | L  | SV | IP     | SO   | ERA  |
| 1992                    | YOK        | NPB        | 6   | 2   | 0  | 2  | 0  | 16.0   | 21   | 8,44 |
| 1993                    | YOK        | NPB        | 29  | 21  | 8  | 10 | 0  | 149.0  | 125  | 3,81 |
| 1994                    | YOK        | NPB        | 28  | 20  | 9  | 12 | 0  | 181.0  | 169  | 3,13 |
| 1995                    | YOK        | NPB        | 26  | 24  | 8  | 9  | 0  | 162.0  | 132  | 3,94 |
| 1996                    | YOK        | NPB        | 28  | 16  | 10 | 10 | 0  | 196.2  | 206  | 3,29 |
| 1998                    | YOK        | NPB        | 34  | 17  | 13 | 5  | 1  | 143.2  | 101  | 2,94 |
| 1999                    | YOK        | NPB        | 26  | 21  | 14 | 3  | 0  | 184.2  | 125  | 3,95 |
| 2000                    | YOK        | NPB        | 19  | 18  | 6  | 10 | 0  | 115.2  | 97   | 5,52 |
| 2001                    | YOK        | NPB        | 50  | 0   | 7  | 1  | 27 | 64.2   | 60   | 1,67 |
| 2002                    | YOK        | NPB        | 39  | 0   | 1  | 2  | 20 | 47.2   | 46   | 2,45 |
| 2003                    | YOK        | NPB        | 17  | 16  | 6  | 7  | 0  | 103.1  | 72   | 4,18 |
| 2004                    | YOK        | NPB        | 16  | 7   | 2  | 5  | 0  | 44.1   | 37   | 7,71 |
| 2005                    | YOK        | NPB        | 21  | 16  | 3  | 4  | 0  | 106.0  | 93   | 3,82 |
| Totaux                  | 13 saisons | 13 saisons | 339 | 178 | 87 | 80 | 48 | 1514.2 | 1284 | 3,79 |

### Ligue majeure
| Statistiques de lanceur |           |           |     |    |   |   |    |       |     |      |
| Saison                  | Équipe    | Ligue     | G   | GS | W | L | SV | IP    | SO  | ERA  |
| 2006                    | LAD       | MLB       | 72  | 0  | 6 | 2 | 24 | 78.1  | 107 | 2,07 |
| 2007                    | LAD       | MLB       | 63  | 0  | 2 | 1 | 39 | 64.1  | 78  | 1,40 |
| Totaux                  | 2 saisons | 2 saisons | 135 | 0  | 8 | 3 | 63 | 142.2 | 185 | 1,77 |